# Stromatinia
Stromatinia is een geslacht van schimmels behorend tot de familie Sclerotiniaceae.

## Soorten
Volgens Index Fungorum bestaat het geslacht uit 16 soorten (peildatum maart 2023):
| Soortnaam                                      | Auteur(s)                  | Publicatiejaar |
| ---------------------------------------------- | -------------------------- | -------------- |
| Stromatinia cepivora                           | (Berk.) Whetzel            | 1945           |
| Stromatinia cerasi                             | (Woronin) Boud.            | 1907           |
| Stromatinia cryptomeriae                       | Kubono & Hosoya            | 1994           |
| Stromatinia gladioli (Gladiolenstromabekertje) | (Drayton) Whetzel          | 1945           |
| Stromatinia heteroica                          | (Woronin & Navashin) Boud. | 1907           |
| Stromatinia juglandis                          | (Preuss) Boud.             | 1907           |
| Stromatinia narcissi (Narcisstromabekertje)    | Drayton & J.W. Groves      | 1952           |
| Stromatinia oreophila                          | (Sacc.) Boud.              | 1907           |
| Stromatinia panacis                            | (Rankin) L.M. Kohn         | 1979           |
| Stromatinia pruni-spinosae                     | Lib. ex Boud.              | 1907           |
| Stromatinia pyrolae                            | (Grosse) Naumov            | 1964           |
| Stromatinia rapulum (Salomonsstromabekertje)   | (Bull.) Boud.              | 1907           |
| Stromatinia sanguinariae                       | J.W. Groves & M.E. Elliott | 1961           |
| Stromatinia secalincola                        | (Rehm) Boud.               | 1907           |
| Stromatinia smilacinae                         | (E.J. Durand) Whetzel      | 1945           |
| Stromatinia utriculorum                        | (Boud.) Boud.              | 1903           |